# Båtforsaggan
Båtforsaggan är en sjö i Norsjö kommun och Skellefteå kommun i Västerbotten och ingår i Skellefteälvens huvudavrinningsområde. Sjön har en area på 1,05 kvadratkilometer och ligger 160,4 meter över havet. Sjön avvattnas av vattendraget Skellefteälven.

## Delavrinningsområde
Båtforsaggan ingår i det delavrinningsområde (719998-170851) som SMHI kallar för Utloppet av Båtforsaggan. Medelhöjden är 175 meter över havet och ytan är 4,02 kvadratkilometer. Räknas de 632 avrinningsområdena uppströms in blir den ackumulerade arean 10 612,11 kvadratkilometer. Avrinningsområdets utflöde Skellefteälven mynnar i havet. Avrinningsområdet består mestadels av skog (69 procent). Avrinningsområdet har 1,06 kvadratkilometer vattenytor vilket ger det en sjöprocent på 26,3 procent.